# Rhönrad-Weltmeisterschaft 2009
Die 8. Rhönrad-Weltmeisterschaft fand vom 21. Mai bis 23. Mai 2009 in der Waldmannshalle in Baar, Schweiz, statt. Deutschland war auch bei dieser WM sehr stark und holten 15 von 17 Goldmedaillen. Es ist bereits die zweite Rhönrad-Weltmeisterschaft, die in der Schweiz ausgetragen wurde.

## Mehrkämpfe Erwachsene
21. Mai 2009

### Turnerinnen
| Platz | Land        | Athletin      | Punkte |
| ----- | ----------- | ------------- | ------ |
| 1     | Deutschland | Svenja Trepte | 25,65  |
| 2     | Deutschland | Julia Pohling | 25,45  |
| 3     | Deutschland | Kathrin Schad | 25,40  |

### Turner
| Platz | Land        | Athlet             | Punkte |
| ----- | ----------- | ------------------ | ------ |
| 1     | Deutschland | Robert Maaser      | 28,55  |
| 2     | Deutschland | Constantin Malchin | 27,15  |
| 3     | Deutschland | Christoph Clausen  | 26,05  |

## Mehrkämpfe Jugend
22. Mai 2009

### Jugendturnerinnen
| Platz | Land        | Athletin       | Punkte |
| ----- | ----------- | -------------- | ------ |
| 1     | Deutschland | Mareike Jochem | 26,20  |
| 2     | Deutschland | Sandra Trepte  | 25,35  |
| 3     | Deutschland | Theresa Münker | 25,25  |

### Jugendturner
| Platz | Land        | Athlet         | Punkte |
| ----- | ----------- | -------------- | ------ |
| 1     | Deutschland | Markus Büttner | 25,90  |
| 2     | Deutschland | Max Brinkmann  | 25,45  |
| 3     | Deutschland | Jannik Stühr   | 25,05  |

## Einzelfinale Erwachsene
23. Mai 2009

### Gerade-Musikkür Turnerinnen
| Platz | Land        | Athletin           | Punkte |
| ----- | ----------- | ------------------ | ------ |
| 1     | Deutschland | Jenny Hoffmann     | 9,75   |
| 2     | Schweiz     | Cécile Meschberger | 9,50   |
| 3     | Deutschland | Anika Borm         | 9,40   |

### Gerade-Musikkür Turner
| Platz | Land        | Athlet         | Punkte |
| ----- | ----------- | -------------- | ------ |
| 1     | Deutschland | Robert Maaser  | 9,85   |
| 2     | Deutschland | Hendrik Strauß | 9,50   |
| 3     | Japan       | Ezuka Kazuya   | 8,75   |

### Spiraleturnen Turnerinnen
| Platz | Land        | Athletin           | Punkte |
| ----- | ----------- | ------------------ | ------ |
| 1     | Deutschland | Kathrin Schad      | 11,05  |
| 2     | Deutschland | Julia Pohling      | 10,70  |
| 3     | Schweiz     | Cécile Meschberger | 9,55   |

### Spiraleturnen Turner
| Platz | Land        | Athlet             | Punkte |
| ----- | ----------- | ------------------ | ------ |
| 1     | Deutschland | Robert Maaser      | 10,80  |
| 2     | Deutschland | Constantin Malchin | 10,70  |
| 3     | Japan       | Goeku Shinichiro   | 9,75   |

### Sprung Turnerinnen
| Platz | Land        | Athletin           | Punkte |
| ----- | ----------- | ------------------ | ------ |
| 1     | Niederlande | Kirstin Heerdink   | 8,15   |
| 2     | Norwegen    | Ruth-Kari Krokeide | 8,00   |
| 3     | Deutschland | Svenja Trepte      | 7,70   |

### Sprung Turner
| Platz | Land        | Athlet            | Punkte |
| ----- | ----------- | ----------------- | ------ |
| 1     | Deutschland | Robert Maaser     | 18,40  |
| 2     | Deutschland | Christoph Clausen | 18,15  |
| 3     | Japan       | Motonobu Tamura   | 17,00  |

## Einzelfinale Jugend
23. Mai 2009

### Geradeturnen Jugendturnerinnen
| Platz | Land        | Athletin           | Punkte |
| ----- | ----------- | ------------------ | ------ |
| 1     | Israel      | Noam Horenstein    | 9,75   |
| 2     | Deutschland | Mareike Jochem     | 9,65   |
| 3     | Israel      | Rakefet Chishinski | 9,55   |

### Geradeturnen Jugendturner
| Platz | Land        | Athlet         | Punkte |
| ----- | ----------- | -------------- | ------ |
| 1     | Deutschland | Markus Büttner | 9,85   |
| 2     | Belgien     | Eric Pitz      | 9,15   |
| 3     | Deutschland | Max Brinkmann  | 9,05   |

### Spiraleturnen Jugendturnerinnen
| Platz | Land        | Athletin        | Punkte |
| ----- | ----------- | --------------- | ------ |
| 1     | Deutschland | Sandra Trepte   | 8,95   |
| 2     | Deutschland | Mareike Jochem  | 8,85   |
| 3     | Israel      | Noam Horenstein | 8,45   |

### Spiraleturnen Jugendturner
| Platz | Land        | Athlet         | Punkte |
| ----- | ----------- | -------------- | ------ |
| 1     | Deutschland | Markus Büttner | 8,70   |
| 2     | Deutschland | Max Brinkmann  | 8,35   |
| 2     | Deutschland | Jannik Stühr   | 8,35   |

### Sprung Jugendturnerinnen
| Platz | Land        | Athletin       | Punkte |
| ----- | ----------- | -------------- | ------ |
| 1     | Deutschland | Sarah Metz     | 8,30   |
| 2     | Osterreich  | Anja Hoffmann  | 8,25   |
| 3     | Deutschland | Mareike Jochem | 7,85   |

### Sprung Jugendturner
| Platz | Land        | Athlet         | Punkte |
| ----- | ----------- | -------------- | ------ |
| 1     | Deutschland | Max Brinkmann  | 9,15   |
| 2     | Deutschland | Jannik Stühr   | 8,30   |
| 3     | Deutschland | Markus Büttner | 8,20   |

## Mannschaftsfinale
22. Mai 2009
| Platz | Land        | Athleten                                                                                         | Punkte |
| ----- | ----------- | ------------------------------------------------------------------------------------------------ | ------ |
| 1     | Deutschland | Jenny Hoffmann, Julia Pohling, Constantin Malchin, Robert Maaser, Simon Knapp, Christoph Clausen | 65,75  |
| 2     | Niederlande |                                                                                                  | 59,85  |
| 3     | Japan       |                                                                                                  | 59,70  |